# Màrius Carol i Pañella
Màrius Carol i Pañella (Barcelona, 1953) és un periodista i escriptor català.
Ha treballat per diaris com El Noticiero Universal, El Correo Catalán, El Periódico, El País i La Vanguardia, on es va incorporar el 1988 i ha exercit de columnista, corresponsal reial i responsable de Comunicació del Grup Godó, essent-ne el director entre 2013 i 2020. També ha col·laborat amb diversos programes de ràdio i televisió i ha publicat diverses novel·les, amb les que ha guanyat el premi Ramon Llull l'any 2002 i el Premi Prudenci Bertrana el 2009.

## Biografia
Crescut al barri del Poblenou, va ingressar a l'Escola Oficial de Periodisme on es va titular en Filosofia i Lletres i Periodisme. Va començar a treballar redactant cròniques d'estiu a El Noticiero Universal, per encàrrec de Manuel Tarín.
Ha format part de les redaccions de El Noticiero Universal, El Correo Catalán, El Periódico, El País i La Vanguardia. Ha estat director de comunicació del Grupo Godó i columnista habitual de La Vanguardia, diari on va entrar el 1988 i on es va especialitzar en temes de la Casa Reial espanyola. Entre els anys 1993 i 2002 va ser corresponsal de la Família Reial Espanyola, sobre la qual ha escrit quatre llibres: A la sombra del rey (1999), Las anécdotas de don Juan Carlos (2000), Condición de príncipe (2004) i Un té en el Savoy (2012).
Durant dos anys va ser un dels redactors de les «súpepreguntes» del concurs televisiu El tiempo es oro. Ha col·laborat en alguns programes de ràdio a Catalunya Ràdio, RAC 1, 8tv i Onda Cero, i en programes de televisió com El club de TV3 o Ruedo Ibérico d'Antena 3. També ha presentat alguns programes de divulgació històrica a TV3, com Classificació ACR o Nexes.
També coordina el projecte del Museu de la Premsa de Catalunya, conjuntament amb Antoni Dalmau i Josep Caminal, i que està previst que s'ubiqui en un futur a l'edifici de la Igualadina Cotonera, a Igualada.
Des del desembre de 2013 al febrer de 2020 fou director de La Vanguardia. És aficionat del FC Barcelona.

## Obres
Ha publicat nombrosos llibres com Contra Periodistas, Tipos de interés o Catalans o "polacos". Ha escrit algunes monografies sobre Salvador Dalí com Dalí, el final oculto de un exhibicionista o L'enigma Dalí. Com a novel·lista, destaca Les seduccions de Júlia, que va guanyar el premi Ramon Llull el 2002.

### Novel·la
- 1994 - El portamitges (Temes curiosos) ISBN 9788488791047
- 1997 - La conjura contra el gurmet ISBN 9788497081313
- 2002 - Les seduccions de Júlia ISBN 9788497080866
- 2003 - El segrest del rei ISBN 9788497081092[10]
- 2006 - Una vetllada a l'Excelsior ISBN 9788497081689[11]
- 2014 - Un estiu a l'Empordà ISBN 9788466418744

### Prosa no de ficció
- 1985 - El último Dalí ISBN 9788485371174
- 1989 - Cien años de diseño industrial en Cataluña
- 1991 - Montjuïc : la muntanya encantada ISBN 9788477821694
- 1991 - Els despatxos escenari de la memòria
- 1992 - La Cerdanya
- 1993 - Barcelona, de bat a bat
- 1990 - Dalí, el final oculto de un exhibicionista
- 1996 - 100% Tipos de interés ISBN 9788492057313
- 1996 - Among books and roses (Seventy years of a citizen's festival)
- 1996 - Catalans o "polacos". Antoologia d'un disbarat
- 1997 - Contra periodistas ISBN 9788435024051
- 1997 - Barcelona, ciutat de sensacions ISBN 9788477826903
- 1997 - Nuestra Barcelona ISBN 9788477822721
- 1998 - El Barça, una passió sense fronteres
- 1999 - A la sombra del Rey ISBN 9788408030201
- 2000 - Las anécdotas de don Juan Carlos: El quinto rey de la baraja ISBN 9788408035237
- 2001 - La fira, motor económico ISBN 9788477828327
- 2004 - Condición de príncipe ISBN 9788408053118
- 2004 - L'enigma Dalí (amb Josep Playà)
- 2008 - Retrobar la Costa Brava ISBN 978 8497854658
- 2009 - L'home dels pijames de seda: Tres estius de Truman Capote a Palamós ISBN 9788466410885
- 2009 - Las Plumas del Marabu ISBN 978-8497348805
- 2007 - El Club de los 50 ISBN 9788497345408
- 2011 - Don Juan Carlos: "Mi mejor consejero"
- 2011 - Hoteles para soñar ISBN 9788496642683
- 2012 - Un té en el Savoy: Juan Carlos y Sofía: 50 años de servicio a España ISBN 9788499703152
- 2012 - Barcelona 360° ISBN 9788497858960
- 2012 - Dos maneras de vivir el Barça: Sufridores compulsivos u optimistas por naturaleza (Amb Carles Rexach ISBN 9788497858571)
- 2014 - Los Cócteles Imprescindibles ISBN 9788492607785

### Altres col·laboracions
- 2011 - Cent amanides i entrants freds (Catxipanda) amb Joan Pallarés Oliva (Autor), Màrius Carol (col·laborador), Marta Raïch (fotògrafa), Ramon Gabriel (fotògraf) ISBN 9788497793841
- Carol, Màrius; Carreras, Josep. Josep Carreras. Memòries de viva veu.  Rosa dels Vents, 2011. ISBN 978-84-01-38772-2.

## Premis i reconeixements
- 2002 - Ramon Llull de novel·la per Les seduccions de Júlia.[12]
- 2004 - Así Fue per L'enigma Dalí
- 2009 - Prudenci Bertrana per L'home dels pijames de seda[13]
- 2010 - Premi de Narrativa Maria Àngels Anglada per L'home dels pijames de seda[14]